# Тихи океан
Тихият океан е най-големият по площ и дълбочина океан на Земята. Разположен е между континентите Австралия на югозапад, Азия на запад и северозапад, Северна Америка на североизток, Южна Америка на изток и Антарктида на юг.

## География

### Граници
През 1953 година Международната хидрографска организация (МХО) определя границите на двете части на Тихия океан по следния начин:
Северен Тихи океан
- На югозапад. Североизточната граница на Източноиндийския архипелаг (остров Нова Гвинея, Малайския и Филипински архипелаг от екватора до остров Лусон.
- На запад и северозапад. Източните граници на Филипинско море и Японските острови и югоизточната граница на Охотско море.
- На север. Южните граници на Берингово море и Аляския залив.
- На изток. Западната граница на крайбрежните води на Югоизточна Аляска и Британска Колумбия и южната граница на Калифорнийския залив.
- На юг. Екваторът, но с изключение на частите от Гилбъртовите и Галапагоските острови, лежащи на север от него.

Южен Тихи океан
- На югозапад. От Югоизточния нос, най-южната точка на Тасмания по меридиана на 146°55' и.д. до Антарктида.
- На запад и северозапад. Южната, източната и североизточната граница на Тасманово море, югоизточната и североизточна граница на Коралово море, южните, източни и северни граници на Соломоново море и Бисмарково море и североизточните брегове на Нова Гвинея до екватора.
- На север. Екваторът, но включвайки на частите от Гилбъртовите и Галапагоските острови, лежащи на север от него.
- На изток. Меридианът на нос Хорн (67°16' з.д.) от Огнена земя до Антарктида; линията от нос Вирхенес до нос Еспириту Санто в източния край на Магелановия проток.
- На юг. Антарктида.

В това определение на границите на Тихия океан не са включени периферните водни басейни, които обикновено се приемат за части от него, но се разглеждат от МХО като самостоятелни обекти. През 2000 година МХО променя дефиницията си за границите на океаните, като водите на юг от 60° ю.ш. са обособени в самостоятелен Южен океан. Макар че се използва от МХО и други организации, новата дефиниция не е официално одобрена, поради възраженията на някои страни, като Австралия.
Морските граници на Тихия океан заедно с периферните му морета са следните:
- със Северния ледовит океан – чрез Беринговия проток, от нос Пеек (на полуостров Чукотка) до нос Принц Уелски (на полуостров Сюард в Аляска);
- с Индийския океан – чрез южната част на Малакския проток, протоците (Зондски, Балийски, Сумбава, Сумба и др.) между островите от Малайския архипелаг, протоците Торесов (между Нова Гвинея и Австралия) и Басов (между Австралия и Тасмания) и от най-южната точка на Тасмания по меридиана 146°55'и.д. до Антарктида (Бряг Джордж V на Земя Виктория);
- с Атлантическия океан – чрез протока Дрейк (проток), по 67°16'з.д. от Антарктическия полуостров до нос нос Хорн и крайната източна част на Магелановия проток.[3]

### Географски показатели
Тихият океан се простира от север на юг на 15,8 хил. km, а от изток на запад – на 19,5 хил. km. Площ без периферните морета 165 246,2 хил. km2, средна дълбочина 4282 m, обем на водата 707 555 хил. km3. Площта заедно с периферните морета 179 679 хил. km2, средна дълбочина 3984 m, обем на водата 723 699 хил. km3. С тази си площ Тихият океан е най-големият воден басейн на Световния океан и на цялата хидросфера, като заема 46% от водната повърхност и 35,22% от общата повърхност на Земята. Най-голямата дълбочина на Тихия океан (и на целия Световен океан) е 11 022 m в Марианската падина.

### Морета и заливи на Тихия океан
Тихият океан е океанът с най-много морета – 33 броя. Те са предимно периферни и междуостровни и са разположени предимно в северозападните, западните и югозападните му части. Покрай източните му брегове няма обособени водни басейни като морета:
- Амундсен
- Бали
- Банда
- Белингсхаузен
- Берингово море
- Висаян
- Вътрешно Японско море
- Жълто море
- Източнокитайско море
- Камотес
- Коралово море
- Коро
- Минданао
- Молукско море
- Новогвинейско море
- Охотско море
- Рос
- Саву
- Самар
- Серам
- Сибуян
- Соломоново море
- Сомов
- Сулавеси
- Сулу
- Тасманово море
- Фиджи
- Филипинско море
- Флорес
- Халмахера
- Южнокитайско море
- Яванско море
- Японско море

Множество от моретата на Тихия океан (Берингово, Охотско, Японско, Жълто, Южнокитайско, Новогвинейско и др.) на практика представляват огромни заливи, а самите те притежават собствени големи заливи. Най-големите заливи на Тихия океан са:
- Аляски залив
- Анадирски залив – Берингово море
- Бохайски залив – Жълто море
- Бристолски залив – Берингово море
- Калифорнийски залив
- Нортън – Берингово море
- Панамски залив
- Папуа – Коралово море
- Сахалински залив – Охотско море
- Тайландски залив (Сиамски) – Южнокитайско море
- Теуантепек
- Чандравасих
- Шелихов – Охотско море

### Острови
Островите в Тихия океан са около 20 хиляди и той освен по площ се нарежда също на първо място и по този показател. Най-голямата суша, която се намира изцяло в рамките на Тихия океан е на остров Нова Гвинея. Това е и вторият по големина остров в света. Почти всички от по-малките острови в Тихия океан лежат между 30°N и 30°S. Те се простират в ивица разположена от Югоизточна Азия до Великденския остров. Останалата част на Тихия океан е по-бедна на острови и архипелази. По време на последния ледников период Нова Гвинея е била част от Австралия като образуват общ суперконтинент наречен Сахул.
Големият триъгълник на Полинезия свързва Хаваите, Великденския остров и Нова Зеландия. Представлява островни групи и архипелази от островите Кук, Маркизките острови, Самоа, Дружествени острови, Токелау, Тонга, Туамоту, Тувалу и Уолис и Футуна.
На север от екватора и на запад от Международната линия за смяна на датата включва многобройни малки острови наречени Микронезия. В нея влизат Каролинските, Маршаловите и Марианските острови.
В югозападната част на Тихия океан лежи островната група Меланезия, която включва островите Нова Гвинея, Бисмарк, Фиджи, Нова Каледония, Соломоновите острови и Вануату.
В западната част на океана са разположени архипелазите Малайски (Калимантан, Суматра, Ява, Сулавеси, Тимор и др.), Филипински (Лусон, Минданао, Палаван и др.) и Японски (Хоншу, Хокайдо, Кюшу и др.). По-големите единични острови на запад са Хайнан, Тайван и Сахалин. Курилските острови отделят Охотско море от океана, а по на север Алеутските острови оформят дъга между Азия и Северна Америка като отделят Берингово море на север. По крайбрежието на Америка островните групи са по-малко като се отличават архипелази в непосредствена близост до континента, оформени в резултат на ледниковата активност (Кралица Шарлота, Ванкувър, Чилое и др.). По крайбрежието на Калифорния се намират островите Ченъл, а на екватора близо до Южна Америка – островите Галапагос. Хавайският архипелаг е разположен почти в центъра на Тихи океан.
Острови в Тихия океан са от четири основни типа: континентални, високи острови, коралови рифове, коралови и повдигнати платформи. Континенталните острови включват Нова Гвинея, Нова Зеландия и Филипините. Някои от тези острови са структурно свързани с близките континенти. Високите острови са с вулканичен произход. Много от тях имат и активни вулкани. Сред тях са Бугенвил, Хавай и Соломоновите острови. Третият и четвъртият вид острови са резултат от коралови наслагвания в резултат на жизнената дейност на миниатюрните организми. Кораловите рифове са ниско разположени структури, които са изградени от базалтова основа от засъхнали потоци лава под повърхността на океана. Едни от най-характерните примери за това е Големия бариерен риф. Вторият тип е изграден отново от коралови наслагвания, разположени на широка платформа. Примери за това са островите от Френска Полинезия.

### Брегове
Преобладаващите брегове на Тихия океан са от фиордов и абразионен тип. Източните му брегове, от залива Пюджет Саунд в Аляска до остров Чилое в Чили са от абразионен тип, слабо разчленени и предимно планински, а на юг (до нос Хорн) и на север (до Алеутските острови) – от фиордов тип. Крайбрежията на периферните морета са от фиордов тип на север (бреговете на Берингово море и Камчатка), на юг – от абразионен тип (покрай планинските крайбрежни вериги) и акумулативен тип (покрай крайбрежните низини). В тропическия пояс на запад бреговете са основно коралови, на места с бариерни рифове. Бреговете на Антарктида са образувани основно от шелфови ледници.
На изток стръмните склонове се приближават до брега на Тихия океан или са разделени от широка ивица крайбрежна равнина; подобна структура е характерна за цялата крайбрежна зона, от Алеутските острови и Аляския залив до нос Рог. Точно в далечния север в Берингово море има низини.

### Релеф на дъното
Подводните периферии на континентите, обкръжаващи Тихия океан, се отличават със сложността на релефа и геоложкия си строеж. Ширината на шелфа се колебае от няколко десетки километра (край американските брегове) до 700 – 800 km (в Берингово, Източнокитайско и Южнокитайско море), а дълбочината на външния му край – от 150 до 500 m. Континенталните склонове са стръмни, често стъпаловидни, разчленени от каньони в които се откриват древни скали с различна възраст. По северната и западната периферия на океана, от полуостров Аляска до Нова Зеландия се простира система от котловини, обособени в периферни морета, островни дъги и дълбоководни падини, обхващащи и областта на Австрало-Азиатските морета и образуващи в съвкупност съвременния геосинклинален пояс. За тази обширна площ са характерни контрастния релеф, активния вулканизъм, интензивната сеизмична дейност и сложното редуване на участъци от земната кора от океански, континентален и преходен тип. Най-големите дълбочини в котловините на тези периферни морета (Берингово, Охотско, Японско, Южнокитайско, Сулу, Сулавеси, Филипинско, Коралово и др.) се колебаят в пределите на 3500 – 7500 m, като много от тези котловини са усложнени от подводни възвишения. Шелфът в Тихия океан заема 1,7% от площта на океанското дъно, континенталният склон – 7%, дълбоководните падини – 1,3%, абисалното дъно – 9%.
Островните дъги в Тихия океан са представени от една или две вериги острови, като задължително във външната верига съвременният вулканизъм отсъства (Алеутски и Курилски острови). На юг от Япония те се разделят на два клона, обхващайки от запад и изток Филипинската котловина. С островните дъги са свързани и дълбоководните падини (ровове), кътето се намират най-големите дълбочини на океана (в m): Алеутска (7822), Курило-Камчатска (9717), Японска (8412), Идзу-Бонинска (9810), Волкано (9156), Марианска (11 022), Филипинска (10 265), Новобританска (8320), Бугенвилска (9103), Тонга (10 882), Кермадек (10 047) и др. Покрай Южна и Централна Америка се простират падините: Чилийска (8069), Перуанска (6601), Централноамериканска (6489) и Цедрос (6225)., а на север, покрай западното крайбрежие на Северна Америка те отсъстват. Дълбоководните падини съответстват на изходите на повърхността на грандиозните разломи, които са силно наклонени към континентите и дълбоко навлизащи в горната мантия (зоната на Беньоф) на Земята. Покрай подводните падини и успоредно на тях се простира т.нар. андезитова линия – границата на развитие на андезитовите вулкани.
В пределите на тихоокеанската земна кора се намират обширни подводни котловини разделени от големи възвишения: Североизточна (6741 m), Северозападна (6987 m), Източномарианска (6771 m), Западнокаролинска, Източнокаролинска, Меланезийска (5395 m), Централна, Южна, Белинсхаузен (6063 m), Чилийска (5335 m), Перуанска и др. Като цяло дълбочините на котловините варират от 4000 до 7000 m, имат хълмисто дъно, осеяно с групи или вериги от подводни планини. Абисални равнини са развити в североизточната част на океана и край бреговете на Антарктида. Много от подводните планини са обкръжени с акумулативни шлейфове. Най-голямата тихоокеанска структура е Източнотихоокеанското възвишение, влизащо в световната система на средноокеанските хребети, но за разлика от другите хребети на тази система то разделя Тихия океан на две асиметрични части и е лишено от ясно изразени рифтови долини. Това подводно възвишение има странични разклонения хребетите: Галапагоски, Кокосов, Макуори, а неговото продължение на север е дългият и тесен полуостров Калифорния. Другите големи ясно изразени подводни възвишения по дъното на Тихия океан представляват вулканични валове и хребети: Лайн, Хавайски, Императорски, Маркус-Некер, Каролински, Маршалски, Туамоту и др. и платовидни възвишения: Шатски, Манихики и др. Множество от върховете на тези позитивни подводни релефни форми са увенчани с вулканични планини и острови, като най-големите от тях са Хавайските острови с действащи вулкани. Източната част на Тихия океан и Източнотихоокеанското възвишение се пресичат от многочислени зони на разломи с голямо протежение с посока изток-запад и северозапад-югоизток, съпътствани със значително хоризонтално преместване: Мендосино, Мъри, Молокаи, Кларион, Клипертън, Галапагос, Пасха, Челинджър, Агасис, Менард, Елтанин, Удинцев, Индевър, Скот и др., които са ясно изразени в подводния релеф чрез отстъпи и верижни планини.

### Климат
Голямото простиране на Тихия океан от север на юг определят разнообразието на неговия климат – от екваториален до субарктичен на север и антарктичен на юг. Голяма част от неговата повърхност, приблизително между 40°с.ш. и 42°ю.ш. се простира в поясите с екваториален, тропичен и субтропичен климат. Циркулацията на атмосферата над Тихия океан се определя основно от областите с определено атмосферно налягане: Алеутски минимум, Северотихоокеански, Южнотихоокеански и Антарктически максимуми. Указаните центрове и тяхното взаимодействие обуславят голямото постоянство на североизточните на север и югоизточните на юг ветрове с умерена сила – пасати в тропическите и субтропическите части на океана и силните западни ветрове в умерените ширини. Особено силни западни ветрове се наблюдават в южните умерени ширини, където повторяемостта на щормовете съставлява 25 – 35%, докато в северните умерени ширини те са 30% през зимата и 5% през лятото. В западната част на тропическата зона от юни до ноември често явление са тропическите урагани – тайфуни. За северозападната част на Тихия океан е характерна мусонната атмосферна циркулация. Средната температура на въздуха през февруари намалява от 26 – 27 °C при екватора до -20 °C в Беринговия проток и -10 °C край бреговете на Антарктида. През август средната температура се изменя от 26 – 28 °C при екватора до 6 – 8 °C в Беринговия проток и до -25 °C край бреговете на Антарктида. Върху цялото пространство на океана, разположено северно от 40°ю.ш. се наблюдават съществени различия в температурата на въздуха между източните и западните му части, предизвикани съответно от господстващите топли или студени морски течения и характера на ветровете. В тропическите и субтропическите ширини температурата на въздуха на изток е с 4 – 8 °C по-ниска, отколкото на запад. В северните умерени ширини ситуацията е обратна: на изток температурата е с 8 – 12 °C по-висока от тази на запад. Средната годишна облачност в областите с ниско налягане съставлява 60 – 90%, а в областите с високо налягане – 10 – 30%. Годишната сума на валежите в района на екватора е над 3000 mm, в умерените ширини – 1000 mm на запад и 2000 – 3000 mm на изток. Най-малко количество валежи (100 – 200 mm) падат в източните части на субтропичните области с високо атмосферно налягане, докато в западните части на същия пояс те се увеличават до 1500 – 2000 mm. Мъглите са характерно явление за умерените ширини, като особено чести са в района на Курилските острови.

### Флора и фауна
Растителният свят в Тихия океан е съсредоточен в горните 200 метра под неговата повърхност. Животните и бактериите обитават както този слой, така и цялата океанска шир и дъното. Най-голямо разнообразие има в района на шелфа и най-вече в плитките крайбрежни райони, където видовото многообразие е огромно. В тропическите води е характерно повсеместното развитие на корали, образуващи коралови рифове, а в самото крайбрежие се развиват мангрови гори.
Съществува пряка корелация на видовото многообразие в хладни и топли тропически води. Броят на видовете в тропическите води рязко се увеличава, но се намалява плътността на представителите му. Например в Беринговия проливе са известни около 50 вида крайбрежни водорасли, по японското крайбрежие броят им нараства до около 200, а в района на Малайския архипелаг надвишават 800. Във водите на Приморския край са описани около 4000 вида животни, а във водите около Малайския архипелаг достигат до 50 хил. Ето защо в студените води макар и видовото разнообразие да е малко, то общата маса на представителите на един вид е сравнително висока. В тропическите води макар и многобройни представителите на един вид са с по-малка гъстота. Подобна е и връзката между видовете населяващи плитките води и тези в дълбочина. С увеличение на морската дълбочина видовете стават все по-малко. Като цяло фауната на Тихи океан наброява около 100 хиляди вида, но едва 4 – 5% от тях се срещат на дълбочина под 2000 m.
Фауната на Тихия океан включва около 100 000 вида, 2800 от които са риби (селда, скумрия, сардина, сайра, минтай, тон, калканови, треска, акули). В Тихия океан се осъществява повече от половината улов на риба в света. В зоната на шелфа има – разнообразни водорасли, молюски, червеи, ракообразни и др. организми. В тропичните ширини – силно развитие на кораловите рифове. В умерените ширини – много бозайници (кит, косатка, морж, тюлен. Във фауната има много ендемити.

## Хидрология

### Океански течения
Под влияние на развиващата се атмосферна циркулация над Тихия океан повърхностните течения образуват антициклонален (по часовниковата стрелка) кръговрат в субтропичните и тропичните ширини и циклонален (обратно на часовниковата стрелка) кръговрат в северните умерени и южните високи ширини. В северните части на океана циркулацията се осъществява от топли течения: Северопасатно, Куросио и Северотихоокеанско и студеното Калифорнийско течение. В северните умерени ширини на запад господства студеното Курилско течение, а на изток – топлото Аляскинско течение. В южните части на океана антициклоналната циркулация се осъществява от топлите течения: Южнопосатно и Източноовстралийско, зоналното Южнотихоокеанско и студеното Перуанско течение. Северно от екватора, между 2 – 4° и 8 – 12 °C.ш., северните и южните циркулации през годината се разделят на Междупасатни (екваториални) противотечения.

### Температура на водата
Средната температура на водата на повърхността в Тихия океан е 19,37 °C и е 2 °C по-висока от тази на Атлантическия и Индийския океан, в резултат от относително големите размери на тази част от океана, която е разположена в добре нагретите ширини (над 20 Kcal/cm2) и ограничената му връзка със Северния ледовит океан. Средната температура на водата през февруари се изменя от 26 – 28 °C при екватора до -0,5, -1 °C на север от 58°с.ш. (при Курилските острови) и на юг от 67°ю.ш. През август температура се изменя от 25 – 29 °C на екватора, 5 – 8 °C в Беринговия проток и -0,5, -1 °C южно от 60 – 62°ю.ш. Между 40°ю.ш. и 40°с.ш. температурата на водата в източната му част е с 3 до 5 °C по-ниска от тази в западната. Северно от 40°с.ш. ситуацията е обратна, като на изток температурата на водата е с 4 до 7 °C по-топла от тази на запад. На юг от 40°ю.ш., където преобладава зоналния пренос на повърхностни води, разлика в температурата няма.

### Соленост, плътност и цвят
В Тихия океан количеството на валежите надвишава изпарението, а като се отчете и притока на речна вода (реки: Мъри, Меконг, Сицзян, Яндзъ, Хуанхъ, Амур, Анадир, Юкон, Фрейзър, Колумбия и др.) около 30 хил. km3/год. солеността на повърхностните води е по-малка, отколкото в другите океани (средна соленост 34,58‰). Най-ниска соленост (30,0 – 31,0 и по-малко) се отчита на запад и изток в северните умерени ширини и в крайбрежните райони в източните му части. Най-висока соленост (35,5‰ и 36,5‰) се отчита съответно в северните и южните субтропични ширини. В района на екватора солеността е 34,5‰ и се понижава до 32,0‰ и по-малко във високите ширини на север и до 33,5‰ и по-малко на юг.
Плътността на водата е в пряка зависимост от солеността и температурата на водата и сравнително равномерно се увеличава от екватора към високите ширини. На екватора тя е 1,0215 – 1,0225 gr/sm3, на север – 1,0265 gr/sm3 и повече, на юг – 1,0275 gr/sm3 и повече. Цветът на водата в субтропичните и тропичните ширини е синя, а прозрачността на определени места надвишава 50 m. В северните умерени ширини преобладават тъмно сини води, в района на бреговете зеленикави с прозрачност 15 – 25 m. В антарктическите ширини цветът е зеленикав с прозрачност до 25 m.

### Приливи
Преобладаващите приливи в северната част на океана са неправилни, полуденонощни с височина до 5,4 m в Аляски залив и правилни полуденонощни до 12,9 m в Пенжинска губа на Охотско море. В района на Соломоновите острови и Нова Гвинея приливите са денонощни с височина до 2,5 m. Вълнението е най-силно в района между 40 и 60°ю.ш., в район където господстват силни западни ветрове („Ревящите четиридесет“), а в Северното полукълбо северно от 40°с.ш.. Максималната височина на вълните предизвикани от силни ветрове достига над 15 m, а дължината им надвишава 300 m. Тук са характерни вълните цунами, които най-често се появяват в северните, югозападните и югоизточните крайбрежия на океана.

### Ледови явления
В северните части на океана водата замръзва в резултат на суровите климатични условия. Ледът е характерен за водите на Берингово, Охотско, Японско, Жълто море, заливите покрай остров Хокайдо и полуостровите Камчатка и Аляска, като през зимата и пролетта ледовете се отнасят от Курилското течение в крайните северозападни части на океана. В Аляския залив се срещат малки айсберги. В южните части на Тихи океан по-често се срещат плаващи ледове и айсберги, които се образуват край бреговете на Антарктида и носени от теченията и ветровете се отправят на север. Северната граница до която се срещат плаващи ледове е 61 – 64°ю.ш. през зимата и до 70°ю.ш. през лятото. В кроя на лятото айсбергите, откъснали се от шелфовите ледници на Антарктида (основно шелфовия ледник Рос достигат до 46 – 48° ю.ш.

### Дълбочинна циркулация
Междинната и дълбочинната циркулация и вертикалната структура на Тихия океан се образува от водите, потъващи в зоните на сходимост (конвергенция) на повърхностните течения и дълбочинните води постъпващи от Индийския и Атлантическия океан. Колкото повече повърхностни води потъват надолу във високите ширини, толкова повече ниски хоризонти заемат в океана. Повърхностните води обхващат слоя до 100 – 150 m, в антарктическите ширини – до 200 m, като тух характеристиката на водите е близка до характеристиката на повърхностните води. Приблизително между 40°с.ш. и 40°ю.ш. под този слой се намират подповърхностните и междинните води, постепенно потъвайки в субтропичните зони на сходимост (т.нар. зони на субтропична конвергенция) в северните и южните части на океана. Тези води заемат слоя до 400 – 500 m, температурата им е от 10 до 20 °C, солеността над 35‰, а съдържанието на кислород от 1 ml/l до 5,8 ml/l. Надолу, в слоя до дълбочина 1000 – 1500 m, са разположени междинните води, постепенно потъвайки по северните и южните полярни океански фронтове. Тяхната температура е от 3 до 6 °C, солеността на север 33,9 – 34,3‰, на юг 34,1 – 34,5‰, а съдържанието на кислород от 0,5 – 1,6 ml/l на север до 2,7 – 4,1 ml/l на юг. Дълбочинните води заемат слоя между 1000 – 1500 m е 3000 – 3500 m. Те се формират в южните високи и умерени ширини в процеса на смесване на собствените тихоокеански води и дълбочинните води на Атлантическия и Индийския океан. Тяхната температура е от 1,7 до 2,5 °C, солеността 34,65 – 34,75‰, а съдържанието на кислород от 2,0 – 2,9 ml/l на север до 3,1 – 4,5 ml/l. На дълбочина под 3500 m и до дъното са разположени придънните води, които се формират във високите южни ширини в резултат на охлаждането и потъването на повърхностните води и тяхното последователно смесване с дълбочинните води. Придънните води имат температура 0,24 – 0,28 °C, соленост 34,70 – 34,72‰ в антарктическите ширини и 1,0 – 1,6 °C и 34,64 – 34,1‰ съответно в останалото пространство. Съдържанието на кислорода в придънните води е 3,5 – 4,6 ml/l. Подповърхностните и междинните води циркулират също така както повърхностните, но скоростта им на движение е значително по-малка. Изключение представлява Екваториалното подповърхностно противотечение (течението Кромуел), движещо се на изток, противоположно на движещото се над него на запад Южно Пасатно течение, което пресича по екватора целия океан във вид на тънка лента между 25 – 50 m и 300 m дълбочина и ширина около 300 – 400 km. Дълбочинните води се движат като долен поток на север и като горен поток на юг.

## Геоложки строеж
Разпространението на дънните наслаги е тясно свързано с тектониката и релефа на дъното и е подчинено на циркумконтиненталната, вертикалната и климатичната зоналност. Теригенните материали (пясъци, алевролити) и глинестите наслаги са развити върху подводните краища на континентите, в морските котловини, дълбоководните падини и смесените части по дъното на океана. Съществена роля играят турбиди (подводни мътни потоци), а във високите ширини – натрошени материали внасяни от ледниците. Сред биогенните наслаги преобладават пелагическите варовици – коколито-фораминифери, заемащи обширни пространства по дъното на океана на дълбочина до 4 – 4,5 km, а в плитчините – ракообразните и кораловите водорасли. Силициевите наслаги (диатомови и диатомо-ворадиолариеви) образуват три широки пояса в зоните с висока продуктивност на фитопланктон – северен, обхващащ далекоизточните морета, екваториален и субантарктичен. Освен това диатомовите тини присъстват в Калифорнийския залив, близо до бреговете на Перу и по дъното на някои депресии и падини. Пелагическите „червени“ глини са развити на дълбочина над 4,5 – 5 km в слабопродуктивни зони. В западната част на океана дънните наслаги много често са обогатени с продукти от андезитов (пепел, туфити), а в централните части – от базалтов вулканизъм. Огромни площи от дъното на Тихия океан са покрити с желязно-манганови конкреции с повишено съдържание на мед, никел и кобалт. В областта на Източнотихоокеанското възвишение и околните му котловини присъстват металоносни тини с повече от 10 % желязо. В някои от най-дълбоките части на Тихия океан са открити много високи нива на живак. Пробите са взети от падината Атакама край бреговете на Перу и Чили, и падината Кермадек край бреговете на Нова Зеландия. В шелфа и подводните планини са разпространени фосфорити, предимно доантропогенни, като съвременни фосфорити се срещат в шелфа на Перу и Чили. По върховете и склоновете на много подводни хребети и възвишения, в зоната на разломите и по хълмистите дъна на котловините има обилни изходи от древни наслаги – от неогена до долното креда, а също и вулканични породи, предимно базалтови. В падините Тонга и Марианска са открити интрузивни ултраосновни и основни скали – дунити, перидотити, серпентинити, габро-норити. Мощността на утаечния пласт по дъното на океана и в падините се колебае от 0 до 2 – 3 km (средно няколкостотин метра), като се увеличава в близост до континентите и в екваториалната зона. По данни на дълбоководните океански сондирания, възрастта им постепенно се изменя от Източнотихоокеанското възвишение на северозапад – от плейстоцен-плиоценска до юрска (в района на платото Шатски), а на югоизток – до кредна възраст.

### Полезни изкопаеми
Експлоатацията на минералните богатства на Тихия океан е затруднена от големите му дълбочини. В плитките води на континенталния шелф край бреговете на Австралия и Нова Зеландия се добива нефт и природен газ, перлите се добиват по бреговете на Австралия, Япония, Папуа-Нова Гвинея, Никарагуа, Панама и Филипините.

ЖМК (Желязо-манганови конкреции)*

Конкреционното поле Кларион – Клипертон днес е най-изученият участък на дъното на Световния океан. Резултатите от неговото изучаване и проучване дават основание да бъдат обособени огромни площи на дъното на района, разпределени между няколко държави: Франция, Япония, Русия, Индия, Китай, Южна Корея и съвместната организация „Интерокеанметал“. През 2001 г. консорциумът „Интерокеанметал“ в състав България, Русия, Куба, Полша, Словакия и Чехия подписват контракт с Международния орган по дъното – МОД. Регулирането на дейностите в МОД на Световния океан се осъществява от ООН, щаб-квартирата на която се намира в Кингстън – Ямайка. МОД при ООН издава на „Интерокеанметал“ международен сертификат за изучаване и усвояване на нетрадиционен тип, комплексна минерална суровина – ЖМК, на площ от 75 000 km2 в Тихия океан, заключен между разломите Кларион – Клипертон. Конкреционните руди от района Кларион – Клипертон, под юрисдикцията на „Интерокеанметал“ се отличават с висока рентабилност. В тях се съдържат Mn (27 – 30 %); Ni (1,17 – 1, 39 %); Cu (1,0 – 1,29 %); Co (0,18 – 0,30%). Характерно за конкрециите е високото и устойчиво съдържание на Ni-Cu-Co ≥ 2,5 % и високата им плътност на разпространение – 10 – 20 kg/m2.

## История на изследване на Тихия океан
Условно историята на изследванията на Тихия океан могат да се разделят на 3 периода: от древните плавания до 1804 г., от 1804 до 1873 г. и от 1873 г. до днес.

### От древните плавания до 1804 г.
Основните човешки миграции в Тихия океан настъпват в праисторически времена. Те са извършени основно от полинезийците от азиатските брегове към островите на Полинезия до Таити, а на по-късни етапи и към Хавай, Нова Зеландия и Великденския остров. Няколко столетия основната доминираща сила в района на океана бил Китай. Още от 3 век пр.н.е. страната предприема експанзионистична политика на юг към Виетнам, а по-късно към Корея и Япония.
Океанът е открит от европейците в началото на 16 век. Първият, който го вижда и навлиза в неговите води е испанецът Васко Нунес де Балбоа през 1513 г., който преминава Панамския провлак и достига до тихоокеанското крайбрежие на Централна Америка. Де Балбоа го нарича както Mar del Sur (Южно море). Съвременното си име океанът получава от португалеца Фернандо Магелан, който при своята околосветска обиколка след преминаването покрай южния край на Южна Америка попада в сравнително тихия и спокоен воден басейн. Поради тази причина го нарича Pacífico. През 1564 г., испански изследователи водени от Мигел Лопес Легаспи прекосяват океана от Мексико до Филипините и Марианските острови. През останалата част на 16 век океанът се намира основно под испанско влияние с кораби, плаващи от Мексико и Перу към Филипините през Гуам. Създадена е и испанската източноиндийска компания. Манилските галеони са експлоатирани в продължение на два и половина века като са свързвали Манила и Акапулко, а търговският път представлявал един от най-дългите в историята. Испански експедиции откриват и Тувалу, Маркизките, Соломоновите острови и Нова Гвинея в южната част на Тихия океан.
В търсене на Тера Аустралис Инкогнита през 17 век испански изследователи откриват островите Питкерн и Вануату, а холандски изследователи преминават около Южна Африка и се насочват в посока Тихи океан в търсене на търговски пътища. През 1642 г. Абел Тасман открива Тасмания и Нова Зеландия. В средата на 18 век в северната част на океана руски изследователи започват активно да проучват бреговете на Аляска и Алеутските острови (Витус Беринг, Алексей Чириков 1728, 1741 г.). Испанците достигат на северозапад до остров Ванкувър. Французите откриват голяма част от Полинезия, а великият английският мореплавател Джеймс Кук прави три пътувания (1768 – 71, 1772 – 75 и 1776 – 79 г.) и открива, изследва и картира огромни части от окана. През този първи период е изследвано почти цялото пространство на Тихия океан, с изключение на най-южните му райони.

### Изследвания от 1804 до 1873 г.
С развитието на империализма през 19 век големите европейски колониални страни окупират голяма част от Океания, а през следващите десетилетия сили започват да мерят и САЩ и Япония. През този период започват да се провеждат систематични изследвания на физическите свойства на повърхностните и дълбочинните води, като началото е от първата руска околосветска експедиция (1804 – 06 г.) възглавявана от Иван Крузенщерн и Юрий Лисянски. Значителен принос в океанографските проучвания са направени от пътуванията на кораба „Бийгъл“ през 1830 г., с Чарлз Дарвин на борда; „HMS Challenger“ през 1870 г., „USS Tuscarora“ през 1873 – 1876 г. и на немския „Gazelle“ през 1874 – 1876 г.

### Изследвания след 1873 г.
Третият период се характеризира с развитието на комплексните океаноложки изследвания чрез специализирани експедиции и брегови станции, организация на научните учреждения и международните обединения. Първата специализирана океаноложка еспедиция е плаването на английския кораб „Челинджър“ (1872 – 76 г.), след това плаванията на Степан Макаров на корабите „Витяз“ (1886 – 89), „Албатрос“ (1888 – 1905), „Планет“ (1906 – 07) и др. Въпреки че през 1898 г. Съединените щати придобиват контрол над Гуам и Филипините от Испания, след 1914 г. Япония контролира голяма част от западната част на Тихия океан. През 1920 г. Япония започва систематически наблюдения в района на течението Курошио. В откритите части на океана японците провеждат мащабни експедиционни изследвания – „Менея“ (1925 – 28), „Синтоку Мару“ (1930 – 32), „Сюмпу Мару“ (1928 – 30, 1933 – 35). Корабите на САЩ през този период също извършват мащабни океанографски изследвания – „Карнеги“ (1928 – 29), „Оглала“ (1935), „Бушенел“ (1937 – 40), Великобритания – „Дискавъри ІІ“ (1932 -33) и др.
По време на Втората световна война Япония става основен агресор в западната част на океана като окупира голяма част от колониите на своите противници във войната. След края на Втората световна война много бивши колонии в Тихия океан се превръщат в независими държави, като най-интензивен е процесът в периода между 1950-те до 1970-те години.
След Втората световна война изследванията на океана продължават. На съветските експедиционни кораби „Витяз“ (от 1949), „А.И.Воейков“ (от 1959), „Ю.М.Шокалски“ (от 1960), „Академик Сергей Корольов“ (1970) започват да се провеждат широк комплекс от геофизически изследвания, насочени към изучаването на хидросферата и високите слоеве на анмосферата. Едновременно с тях се провеждат и изследвания от експедициите на САЩ на корабите „Хорейн“ (от 1946), „Хю М.Смит“ (от 1950), „Спенсър Ф.Бърд“ (от 1946) и др., Великобритания „Челинджър ІІ“ (1950 – 52), Швеция – „Албатрос ІІІ“ (1947 – 48), Дания – „Галатея“ (1950 – 52) и много други.
Особено значение имат наблюденията по плана „Норпак“ (август 1955 г.) и „Еквапак“ (през следващите години), по програмата на Международната геофизическа година (МГГ) и Международното геофизическо сътрудничество (от 1957 г.), а също и по програмата за Международно изследване на Курошио и районите около него. Изпълнението на тези програми позволява да се обединят и синхронизират дейностите на голямо число експедиционни кораби от различни страни. Най-голяма активност в изследването на подводния релеф в периода на МГГ проявяват САЩ (експедициите на корабите „Спенсър Ф.Бърд“, „Хорейн“, „Вима“, „Атка“, „Глейшър“ и др.) и Съветския съюз (най-важните резултати са получени от експедициите на корабите „Витяз“ и „Об“). Материалите, събрани в периода на МГГ, дали възможност за съставяне на нови ботиметрични и морски навигационни карти на Тихия океан. Голяма ценност представляват също работите по дълбоководно сондиране, провеждано след 1968 г. на американския кораб „Гломар Челинджър“, дейностите за изследване на преместването на водните маси на големи дълбочини, биологически изследвания и др.

## Икономо-географска харастеристика

### Държави и територии
Излаз на Тихия океан и неговите периферни морета имат 54 суверенни държави и зависими територии (в курсив):
- Австралия
- Американска Самоа
- Бруней
- Вануату
- Виетнам
- Гватемала
- Гуам
- Еквадор
- Източен Тимор
- Индонезия
- Камбоджа
- Канада
- Кирибати
- Китай
- Колумбия
- Коста Рика
- Острови Кук
- Макао
- Малайзия
- Маршалови острови
- Мексико
- Микронезия
- Науру
- Никарагуа
- Ниуе
- Нова Зеландия
- Нова Каледония
- Палау
- Панама
- Папуа Нова Гвинея
- Перу
- Питкерн
- Русия
- Салвадор
- Самоа
- Северна Корея
- Северни Мариански острови
- Сингапур
- Соломонови острови
- САЩ
- Тайван
- Тайланд
- Токелау
- Тонга
- Тувалу
- Уолис и Футуна
- Фиджи
- Филипини
- Френска Полинезия
- Хонконг
- Хондурас
- Чили
- Южна Корея
- Япония

### Икономо-географско значение
Страните от граничещи с Тихия океан притежават огромен икономически потенциал. Тук са съсретоточени богати биоложки и минерални ресурси, големи селскостопански производства, в т.ч. продукти на тропичното и субтропичното земеделие и значителна промишленост. През океана преминават жизненоважни морски и въздушни комуникации, свъзващи четирите континента. На Тихия океан се пада значителна част от океанския улов на риба и морски продукти. В страните от басейна на океана е съсредоточен голям добив на нефт, газ, въглища, железни руди, манган, хромови руди, медни руди, калай, полиметални руди, волфрам, никел, кобалт, сяра, редки и радиоактивни елементи.

### Основни пристанищни градове
- Акапулко (Мексико)
- Анкоридж (Аляска, САЩ)
- Антофагаста (Чили)
- Арика (Чили)
- Банкок (Тайланд)
- Бризбейн (Австралия)
- Буенавентура (Колумбия)
- Валпараисо (Чили)
- Ванкувър (Канада)
- Виктория (Канада)
- Владивосток (Русия)
- Гуаякил (Еквадор)
- Джакарта (Индонезия)
- Енсенада (Мексико)
- Икике (Чили)
- Инчхон (Република Корея)
- Йокохама (Япония)
- Каляо (Перу)
- Кобе (Япония)
- Лонг Бийч (Калифорния, САЩ)
- Лос Анджелис (Калифорния, САЩ)
- Манила (Филипини)
- Окланд (Нова Зеландия)
- Осака (Япония)
- Оукланд (Калифорния, САЩ)
- Панама (Панама)
- Петропавловск-Камчатски (Русия)
- Портланд (Орегон, САЩ)
- Порт Морсби (Папуа Нова Гвинея)
- Пусан (Република Корея)
- Пуерто Монт (Чили)
- Сан Диего (Калифорния, САЩ)
- Сан Франциско (Калифорния, САЩ)
- Сидни (Австралия)
- Сингапур
- Сурабая (Индонезия)
- Такома (Вашингтон, САЩ)
- Тихуана (Мексико)
- Тяндзин (Китай)
- Уелингтън (Нова Зеландия)
- Хайфон (Виетнам)
- Хонконг (Китай)
- Хонолулу (Хаваи, САЩ)
- Хошимин (Виетнам)
- Циндао (Китай)
- Шанхай (Китай)